# Carré noir (Malevitch)
Pour les articles homonymes, voir Carré noir (homonymie).
Ne doit pas être confondu avec Carré noir sur fond blanc.
Carré noir est un tableau réalisé par Kasimir Malevitch en 1923-1930. Cette huile sur plâtre représente un carré de couleur noire sur un fond clair. Elle est conservée au musée national d'Art moderne, à Paris.
Il ne doit pas être confondu avec une autre œuvre de Malevitch : Carré noir sur fond blanc ou Quadrangle, qui est une huile sur toile peinte en 1915. 